# Earl Evans
Earl Joseph Evans II (Port Arthur, Texas; 11 de noviembre de 1955 - Edmond, Oklahoma; 24 de diciembre de 2012) fue un jugador de baloncesto estadounidense que disputó una temporada en la NBA. Con 2,03 metros de estatura, jugaba en la posición de ala-pívot.

## Trayectoria deportiva

### Universidad
Tras pasar dos años con los Trojans de la Universidad del Sur de California, jugó dos temporadas con los Rebels de la Universidad de Nevada, Las Vegas, promediando en total 13,2 puntos y 7,2 rebotes por partido. En su última temporada lideró al equipo en anotación, con 17,9 puntos por partido, consiguiendo su mejor registro ante Idaho State, contra los anotó 37 puntos.

### Profesional
Fue elegido en el puesto 157 del Draft de la NBA de 1978 por Detroit Pistons, donde jugó una temporada, en la que promedió 5,5 puntos y 2,1 rebotes por partido.

## Estadísticas de su carrera en la NBA

### Temporada regular
| Temporada | Edad | Equipo          | Liga | P  | TIT | MIN  | TC  | TCA | %TC  | 3P  | 3PA | %3P  | TL  | TLA | %TL  | R.OF. | R.DEF. | REB | ASIS | ROB | TAP | PER | FP  | PTS |
| 1979-80   | 24   | Detroit Pistons | NBA  | 36 |     | 10.6 | 1.8 | 3.9 | .450 | 0.2 | 0.5 | .389 | 0.7 | 1.2 | .571 | 0.7   | 1.4    | 2.1 | 1.0  | 0.4 | 0.0 | 1.0 | 1.8 | 4.4 |
| Total     |      |                 | NBA  | 36 |     | 10.6 | 1.8 | 3.9 | .450 | 0.2 | 0.5 | .389 | 0.7 | 1.2 | .571 | 0.7   | 1.4    | 2.1 | 1.0  | 0.4 | 0.0 | 1.0 | 1.8 | 4.4 |